# Azoudange
Azoudange là một xã trong vùng Grand Est, thuộc tỉnh Moselle, quận Sarrebourg, tổng Réchicourt-le-Château. Tọa độ địa lý của xã là 48° 44' vĩ độ bắc, 06° 48' kinh độ đông. Azoudange nằm trên độ cao trung bình là 243 mét trên mực nước biển, có điểm thấp nhất là 217 mét và điểm cao nhất là 302 mét. Xã có diện tích 15,73 km², dân số vào thời điểm 1999 là 106 người;mật độ dân số là 6 người/km². Xã thuộc Pháp từ năm 1681.

## Thông tin nhân khẩu
| 1962 | 1968 | 1975 | 1982 | 1990 | 1999 |
| ---- | ---- | ---- | ---- | ---- | ---- |
| 161  | 182  | 154  | 123  | 103  | 106  |